# دانشگاه ایالتی پنسیلوانیا
دانشگاه ایالتی پنسیلوانیا (به انگلیسی: Pennsylvania State University) یک دانشگاه تحقیقاتی دولتی در استیت‌کالج واقع در ایالت پنسیلوانیا آمریکا است که در سال ۱۸۵۵ میلادی بنیان‌نهاده شده‌است. این دانشگاه دارای ۲۴ واحد آموزشی در سطح ایالت است. در رده‌بندی دانشگاه‌های دولتی در سطح کشور ایالات متحده توسط یواس‌نیوز، این دانشگاه در رتبه ۴۸ قرار دارد. 
پردیس اصلی دانشگاه به‌طور تقریبی ۴۶۸۰۰ دانشجوی کارشناسی و تحصیلات تکمیلی دارد. تعداد دانشجویان کل این دانشگاه بالغ بر ۸۹۸۱۶ نفر می‌باشد که در ۲۴ واحد آموزشی دانشگاه مشغول تحصیل می‌باشند و به همین علت، این دانشگاه جزو ده دانشگاهی است که دارای بالاترین شمار دانشجو در آمریکا می‌باشد. از این بین ۷۴۴۴۶ نفر (۳۹۸۰۹ در پردیس یونیورسیتی‌پارک) دانشجوی کارشناسی، ۱۴۰۳۹ نفر (۶۰۹۲ در پردیس یونیورسیتی‌پارک) دانشجوی ارشد و ۱۳۳۱ نفر دانشجوی مقطع دکتری می‌باشند. تعداد رشته‌هایی که در دانشگاه به دانشجویان ارائه می‌گردد بالغ بر ۱۶۰ رشته می‌باشد. مخارج تحقیقاتی این دانشگاه ۸۳۶ میلیون دلار در سال می‌باشد (بر اساس داده‌های سال ۲۰۱۶).
این دانشگاه سالانه مراسم ماراتون رقص در حمایت از کودکان سرطانی برگزار می‌کند که بزرگ‌ترین خیریهٔ دانشجومحور در کل دنیاست. این مراسم که THON نام دارد در ورزش‌گاه Bryce Jordan واقع در پردیس یونیورسیتی‌پارک برگزار می‌گردد. در سال ۲۰۱۴، کمک‌های جمع‌آوری‌شده در این مراسم به رکورد ۱۳٫۳ میلیون دلار رسید.
ریاست این دانشگاه بر عهده اریک بارون می‌باشد. در دسامبر ۲۰۲۱ اعلام شد که به زودی نیلی بنداپودی به عنوان رئیس این دانشگاه معرفی خواهد شد. بنداپودی اولین زن و اولین فرد رنگین‌پوستی خواهد بود که ریاست دانشگاه ایالتی پنسیلوانیا را بر عهده می‌گیرد.

## رتبه‌بندی
در رتبه‌بندی دانشگاه‌های جهان QS در سال ۲۰۲۰ دانشگاه ایالتی پنسیلوانیا در رتبه ۹۳ جهان و بیست‌وهشتم آمریکا قرار گرفته‌است. همچنین در رتبه‌بندی مؤسسه تایمز در سال ۲۰۲۰ این دانشگاه رتبه ۷۸ را در بین دانشگاه‌های جهان ازآن خود کرده‌است.

## دانشکده‌ها
دانشکده‌های دانشگاه ایالتی پنسیلوانیا عبارتند از:
- دانشکده علوم کشاورزی
- دانشکده هنر و معماری
- دانشکده کسب‌وکار
- دانشکده ارتباطات
- دانشکده علوم زمین و معدن
- دانشکده آموزش
- دانشکده مهندسی
- دانشکده بهداشت و توسعهٔ انسانی
- دانشکده فناوری اطلاعات و فناوری
- مرکز حقوقی دیکنسون
- دانشکده حقوق
- دانشکده علوم (لیبرال‌آرتز)
- دانشکده داروسازی
- دانشکده پرستاری
- دانشکده علومِ ابرلی (Eberly)
- دانشکده افتخاری شرایر (Schreyer)

## فارغ‌التحصیلان مشهور
- کیگان-مایکل کی (بازیگر، کمدین و نویسنده‌ی آمریکایی)
- جف راسکین (محقق تعامل انسان و رایانه و آغازگر پروژه مکین‌تاش در شرکت اپل)
- فرانسیسکو ساگاستی (رئیس‌جمهور پیشین کشور پرو)
- مارک پارکر (رئیس و هم‌بنیان‌گذار شرکت نایکی)
- دیوید تیلور (کشتی‌گیر و دارنده‌ی مدال طلای المپیک ۲۰۲۰ در وزن ۸۶ کیلوگرم)
- لارا اسپنسر (مجری برنامه‌ی معروف تلویزیونی صبح‌به‌خیرآمریکا)
- جولیوس جی. اپشتاین (برنده‌ی جایزه‌ی فیلم‌نامه‌نویسی جشن‌واره‌ی اسکار در فیلم کازابلانکا)
- پاول برگ (برنده‌ی جایزه‌ی نوبل در رشته‌ی شیمی)
- جیگمی تینلی (نخست‌وزیر پیشین بوتان)
- کن فریزر (وکیلی آمریکایی، مدیرعامل و رییس هیات مدیره‌ی شرکت داروسازی مرک اند کو)
- تای بورل (بازیگر مطرح آمریکایی و برنده‌ی جایزه امی)
- جاناتان فریکس (کارگردان و هنرپیشه)
- پاتریشیا وئرتز (کارآفرین)
- استیو مک‌کری (عکاسِ عکسِ معروفِ دختر افغان. وی همچنین نمایشگاهی در شهر کاشان برگزار کرده‌است.)